# Cyathula triuncinata
Cyathula triuncinata är en amarantväxtart som beskrevs av Horace Bénédict Alfred Moquin-Tandon. Cyathula triuncinata ingår i släktet Cyathula, och familjen amarantväxter. Inga underarter finns listade i Catalogue of Life.